# Immemorabile
Il tempo immemorabile, o semplicemente immemorabile, è spesso accostato all'usucapione. Il nomen juris deriva da una regola diffusa nel diritto comune europeo, per la quale in presenza di una situazione in cui è presente un determinato stato di fatto, non smentito da nessun documento e non ostacolato da alcuna opposta circostanza che si ricordi a memoria d'uomo, deve ritenersi che lo stato di fatto esistente sia conforme al diritto.
Dottrina e giurisprudenza distinguono l'usucapione (inteso come effettivo modo d'acquisto della proprietà) dall'immemorabile (che non sarebbe un modo d'acquisto, ma il presupposto per considerare irrefragabilmente esistente un diritto). Tuttavia (GAMBARO) si nota che l'usucapione, oltreché un modo d'acquisto della proprietà, è anche un mezzo per provarla: infatti chi possiede da più di venti anni, anziché esibire il suo usuale titolo di proprietà, potrà, in via più comoda, invocare l'usucapione. Parimenti, chi possiede da tempo immemorabile, potrà, se non dispone di un titolo usuale, fondare il suo diritto proprio su questo tipo di possesso particolarmente prolungato.
Con l'avvento dei sistemi di pubblicità e documentazione scritta, l'immemorabile ha quasi del tutto perso rilevanza applicativa.

## Giurisprudenza
Cassazione 12.7.1991, n. 7718 ammette l'operatività anche attuale dell'immemorabile rispetto alla situazione di beni demaniali; circa la scarsa operatività dell'istituto in tempi moderni, Cassazione 13.6.1983, n.4051, in Foro It. 1983, I, 21355, considera illegittima l'ordinanza di chiusura di un pozzo artesiano esistente da tempo immemorabile Trib. Sup. Delle acque pubbliche 23. 4. 1993, in Cons, Stato 1993, II, 767.